# Kulturåret 1715

## Födda
- 29 januari – Georg Christoph Wagenseil (död 1777), österrikisk tonsättare.
- 26 februari – Claude Adrien Helvétius (död 1771), fransk filosof, pedagog och skriftställare.
- 12 april – Carl Fredrik Georgii (död 1795), svensk professor och historisk författare.
- 23 april – Carl Tersmeden (död 1797), svensk amiral och memoarförfattare.
- 28 april – Carl Fredrik Scheffer (död 1786), svensk greve, diplomat, politiker och författare.
- 4 juli – Christian Fürchtegott Gellert (död 1769), tysk skald och filosof.
- 13 december – Frederik Boye (död 1759), dansk präst och psalmförfattare.

## Avlidna
- 7 januari – François Fénelon (född 1651), fransk kyrkoman, teolog och andlig författare.
- 25 februari – Pu Songling (född 1640), kinesisk författare.
- 9 mars – Jacob d'Agar (född 1642), fransk porträttmålare.
- mars – William Dampier (född 1652), brittisk pirat, sjökapten, författare och upptäcktsresande.
- 30 juli – Nahum Tate (född 1652), engelsk författare.
- okänt datum – Anders Kjellberg (födelseår okänt), svensk boktryckare verksam i Skara.
- okänt datum – Johan Gabriel Werwing (född i slutet av 1670-talet), svensk poet, översättare och diplomat.